# Била Влака
Била Влака је насељено мјесто у Далмацији. Припада општини Станковци у Задарској жупанији, Република Хрватска.

## Географија
Била Влака се налази око 2 км сјевероисточно од Станковаца.

## Историја
Насеље се до територијалне реорганизације у Хрватској налазило у некадашњој великој општини Бенковац.

## Становништво
Према попису становништва из 2011. године, насеље Била Влака је имала 164 становника.
| Демографија | Демографија | Демографија |
| Година      | Становника  | Становника  |
| ----------- | ----------- | ----------- |
| 1971.       | 237         |             |
| 1981.       | 213         |             |
| 1991.       | 221         |             |
| 2001.       | 157         |             |
| 2011.       |             | 164         |

## Попис 1991.
На попису становништва 1991. године, насељено место Била Влака је имало 221 становника, следећег националног састава:
| Попис 1991.‍  | Попис 1991.‍  | Попис 1991.‍ | Попис 1991.‍ | Попис 1991.‍ |
| ------------ | ------------ | ----------- | ----------- | ----------- |
|              |              |             |             |             |
| Хрвати       | Хрвати       |             | 220         | 99,54%      |
| неопредељени | неопредељени |             | 1           | 0,45%       |
| укупно: 221  |              |             |             |             |